# Natroxalat
Natroxalat ist ein sehr selten vorkommendes Mineral aus der Mineralklasse der „Organischen Verbindungen“. Es kristallisiert im monoklinen Kristallsystem mit der chemischen Zusammensetzung Na2(C2O4), ist also chemisch gesehen ein Natriumoxalat, bzw. das Natrium-Salz der Oxalsäure.
Natroxalat entwickelt meist farblose und durchsichtige, tafelförmige Kristalle bis etwa einem Zentimeter Länge. Die Strichfarbe des Minerals ist weiß und es gehört mit einer Mohshärte von 3 zu den eher weichen Mineralien.

## Besondere Eigenschaften
Natroxalat ist gut wasserlöslich. Wie alle Oxalate ist es thermisch nicht beständig. Oberhalb von etwa 250 °C zerfällt es in Natriumcarbonat und Kohlenmonoxid.

## Etymologie und Geschichte
Der Name leitet sich aus der chemischen Zusammensetzung (Natriumoxalat) ab. Der etymologische Ursprung der Oxalsäure geht zurück auf die wissenschaftliche Bezeichnung des Sauerklees (Oxalis acetosella). Dieser enthält größere Mengen an Oxalsäure sowie dem entsprechenden Kaliumsalz.
Das Mineral wurde 1994 erstmals von dem russischen Mineralogen A. P. Khomyakov beschrieben.
Von der IMA wurde es im gleichen Jahr unter der Nummer IMA 1994-053 als Mineral anerkannt. Typmaterial wird im Sankt Petersburger Institut für Bergbau unter der Nummer 2080/1 und in der Russischen Akademie der Wissenschaften unter der Nummer 1522 verwahrt.

## Klassifikation
In der mittlerweile veralteten, aber noch gebräuchlichen 8. Auflage der Mineralsystematik nach Strunz gehörte der Natroxalat zur Mineralklasse der „Organischen Verbindungen“ und dort zur Abteilung der „Salze organischer Säuren“, wo er zusammen mit Coskrenit-(Ce), Glushinskit, Humboldtin, Levinsonit-(Y), Lindbergit, Minguzzit, Moolooit, Caoxit, Novgorodovait, Oxammit, Stepanovit, Weddellit, Wheatleyit, Whewellit, Zhemchuzhnikovit und Zugshunstit-(Ce) die eigenständige „Gruppe der Oxalate“ mit der System-Nr. IX/A.01 bildete.
Die seit 2001 gültige und von der International Mineralogical Association (IMA) verwendete 9. Auflage der Strunz’schen Mineralsystematik ordnet den Natroxalat ebenfalls in die Klasse der „Organischen Verbindungen“ und dort in die Abteilung der „Salze von organischen Säuren“ ein. Diese Abteilung ist allerdings weiter unterteilt nach der Art der salzbildenden Säure, so dass das Mineral entsprechend seiner Zusammensetzung in der Unterabteilung „Oxalate“ zu finden ist, wo es als einziges Mitglied die unbenannte Gruppe 10.AB.60 bildet.
Auch die Systematik der Minerale nach Dana ordnet den Natroxalat in die Klasse der „Organische Minerale“ und dort in die gleichnamige Abteilung ein. Hier ist er das einzige Mineral der in der unbenannten Gruppe 50.01.11 innerhalb der Unterabteilung „Salze organischer Säuren (Oxalate)“ zu finden.

## Bildung und Fundorte
Bisher ist Natroxalat nur von zwei Fundorten (Stand Januar 2013) in den Chibinen auf der Halbinsel Kola bekannt geworden. Hier wurde es in Minen in der Nähe der Berge Alluaiw und Kukiswumtschorr gefunden.
Natroxalat kommt dort in Pegmatiten vor. Die dort vorkommenden Pegmatite wurden hydrothermal umgewandelt. Daher sind sie reich an Natrium und Carbonaten, aus denen sich Natroxalat bildete. Auch wenn es sich bei Natroxalat um das Salz einer organischen Säure handelt, so sind bei seiner Bildung keine biologischen Prozesse beteiligt gewesen.

## Kristallstruktur
Natroxalat kristallisiert monoklin in der Raumgruppe P2/c (Raumgruppen-Nr. 13) mit den Gitterparametern a = 10,426 Å; b = 5,255 Å; c = 3.479 Å und β = 93,14°, sowie zwei Formeleinheiten pro Elementarzelle.

## Verwendung
Aufgrund der Seltenheit von Natroxalat gibt es keine praktischen Anwendungen für dieses Mineral. Das in der chemischen Industrie verwendete Natriumoxalat wird ausschließlich synthetisch hergestellt.